# Bona Sforza
Bona Sforza (Vigevano, 2 februari 1494 - Bari, 19 november 1557) was een telg uit het huis Sforza en was door haar huwelijk met Sigismund I van Polen koningin-gemalin van Polen en grootvorstin van Litouwen.

## Biografie

### Vroege jaren
Bona werd geboren als het derde kind van hertog Gian Galeazzo Sforza en zijn vrouw Isabella van Napels. Kort na haar geboorte overleed haar vader en werd Ludovico Sforza de nieuwe hertog van Milaan. Het gezin van Gian Galeazzo kwam in Castello Sforzesco te wonen waar Ludovico Sforza hen goed in de gaten kon houden. In 1500 vertrok Isabella, tijdens de Italiaanse Oorlog, naar haar thuisstad Napels en nam ze Bona met zich mee. Twee jaar later kwamen ze te wonen in het Normandische kasteel van Bari en aldaar begon de uitgebreide opleiding van Bona. Zo kreeg ze onder meer les van de humanist Antonio de Ferraris.
Nadat het huis Sforza in 1512 werd hersteld als de heersers over Milaan hoopte haar moeder Bona te kunnen uithuwelijken aan haar achterneef Massimiliano Sforza. Ook waren er plannen om haar uit te huwelijken aan Giuliano de' Medici en Ferdinand van Habsburg. Toen Sigismund I van Polen in 1515 weduwnaar werd, zorgde haar moeder ervoor dat Bona zijn nieuwe vrouw werd. Ze huwden op 18 april 1518 in Krakau, waar ze ook gekroond werd.

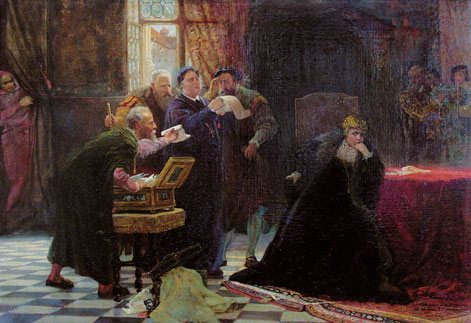
De abdicatie van Bona Sforza, geschilderd door Szymon Buchbinder.

### Koningin-gemalin
De eerste drie jaar van haar huwelijk bracht Bona Sforza door in het kasteel van Wawel. In september 1527 viel ze van haar paard en werd haar tweede zoon Albert te vroeg geboren. Deze stierf al vrij snel en vervolgens stelde ze alles in het werk opdat de Poolse adel haar enige zoon, Sigismund, tot erfgenaam van Sigismund I erkende. In 1529 slaagde ze in haar opzet en werd hij gekroond en mederegent van zijn vader.
Al vrijwel vanaf haar aankomst in Polen hield Bona zich bezig met de politiek in Polen. Zo verkreeg ze van paus Leo X de kerkelijke beneficies van verschillende Pools/Litouwse kerken waarmee ze haar eigen hofhouding kon onderhouden. Onder de leiding van Bona verkreeg de koninklijke familie ook grote stukken land in Litouwen en hervormde ze aldaar de landbouwbelastingen. Ook werd onder haar leiding in Vilnius een paleis opgetrokken in renaissancestijl. Ze onderhield ook goede relaties met het Ottomaanse Rijk en Roxelana, de vrouw van Süleyman I.

### Laatste jaren

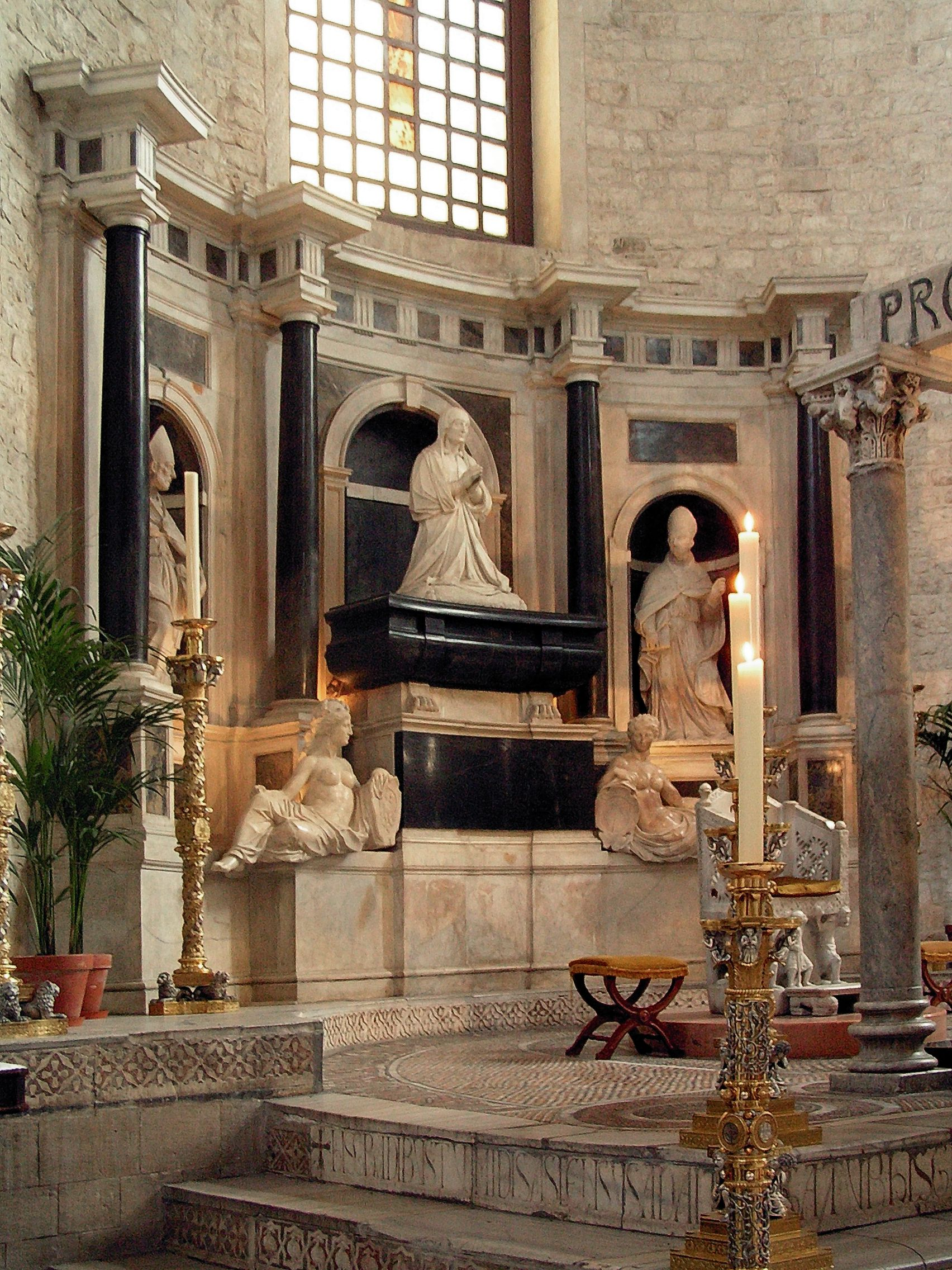
Graftombe van Bona Sforza in de Sint-Nicolaasbasiliek van Bari

Op 1 april 1548 overleed haar echtgenoot en werd hij opgevolgd door hun zoon. Na zijn dood verhuisde Bona Sforza naar Mazovia waar ze acht jaar bleef wonen voor ze terugkeerde naar Bari. Daar werd ze op 19 november 1557 door Gian Lorenzo Pappacoda, in opdracht van Filips II van Spanje, vergiftigd. Ze stierf in het kasteel van Bari. Bona Sforza werd vervolgens begraven in de Sint-Nicolaasbalisiek in Bari.

## Nageslacht
Ze kreeg samen met Sigismund in totaal zes kinderen:
- Isabella (1519-1559), gehuwd met Johan Zápolya.
- Sigismund II August (1520-1572), koning van Polen en grootvorst van Litouwen.
- Sophia (1522-1575), gehuwd met Hendrik V van Brunswijk-Lüneburg.
- Anna (1523-1596), gehuwd met Stefanus Báthory.
- Catharina (1526-1583), gehuwd met Johan III van Zweden.
- Albert (1527)

- Biblioteca Nacional de España: XX1235520
- Bibliothèque nationale de France: cb121458465 (data)
- Gemeinsame Normdatei: 119138158
- International Standard Name Identifier: 0000 0001 1577 1623
- Library of Congress Control Number: n83073803
- Nationale Bibliotheek van Tsjechië: jo2003168192
- Nationale Bibliotheek van Israël: 987007275776205171
- Nationale Bibliotheek van Polen: a0000001186002
- Nederlandse Thesaurus van Auteursnamen: 074889737
- Réseau des bibliothèques de Suisse occidentale: 02-A009969289
- RKD-Nederlands Instituut voor Kunstgeschiedenis: 459849
- Istituto Centrale per il Catalogo Unico: CFIV179548
- Système universitaire de documentation: 029939313
- Virtual International Authority File: 88717722
- WorldCat: E39PBJk4ydGTbhbrCyGwPBdvpP